# کریستادلفین
کریستادلفینها یک شاخه از مسیحیت نامعتقد به تثلیث هستند. آنها بر این باورند که خدا یکتاست و عیسی پسر خداست و این دو شخصیت یکی نیستند. کریستادلفین زیر شاخه هیچگونه از شاخه‌های دیگر مسیحیت نیست و بجز ۶۶ کتاب که کتاب مقدس نامیده می‌شود به هیچگونه چیز دیگری اعتقاد ندارند. قدمت آنان بسیار قدیمی بوده، به‌طور ساده از مسیحیان قرن اول میلادی، مسیحیانی که مستقیماً زیر نظر خود عیسی، حواریون و رسولان مسیح بودند. این مسیحیان مستقیماً از تعالیم خود عیسی پیروی می‌کردند اما با به‌وجود آمدن تثلیث و مخالفت آنان با این تعالیم یا به زندان انداخته می‌شدند یا به قتل می‌رسیدند تثلیثی که ۴ قرن بعد از عیسی بوسیله فیلسوفان یونانی و کنستانتین شکل گرفت. در طول قرن‌ها مسیحیان اولیه (یکتاپرست) یا فراری بودند یا در حال مهاجرت به کشورهای دیگر، تا اینکه در قرن ۱۹ میلادی توسط جان توماس توانستند استقلال خود را به دست آوردند و نامی برای خود انتخاب کنند، که در زبان فارسی به معنای برادران در مسیح می‌باشد. در حال حاضر آنها در سراسر دنیا دارای کلیساهایی می‌باشند که Ecclesia نام دارند. ساختار کلیسایی آنان بسیار ساده بوده و از ضیافت‌ها دوری می‌کنند. همین‌طور آنان کشیش یا… ندارند! زیرا آنان اعتقاد دارند که تنها یک کشیش و بزرگ وجود دارد یعنی عیسی مسیح. این اعتقاد آنان از نامه عبرانیان سرچشمه می‌گیرد و در کتاب مقدس درج شده‌است. همچنین کل اعضای کلیسا با هم برابر هستند و کسی به کسی دیگر برتری ندارد، بلکه همه با هم برادر و خواهر هستند و عیسی برادر بزرگ میان همه است.

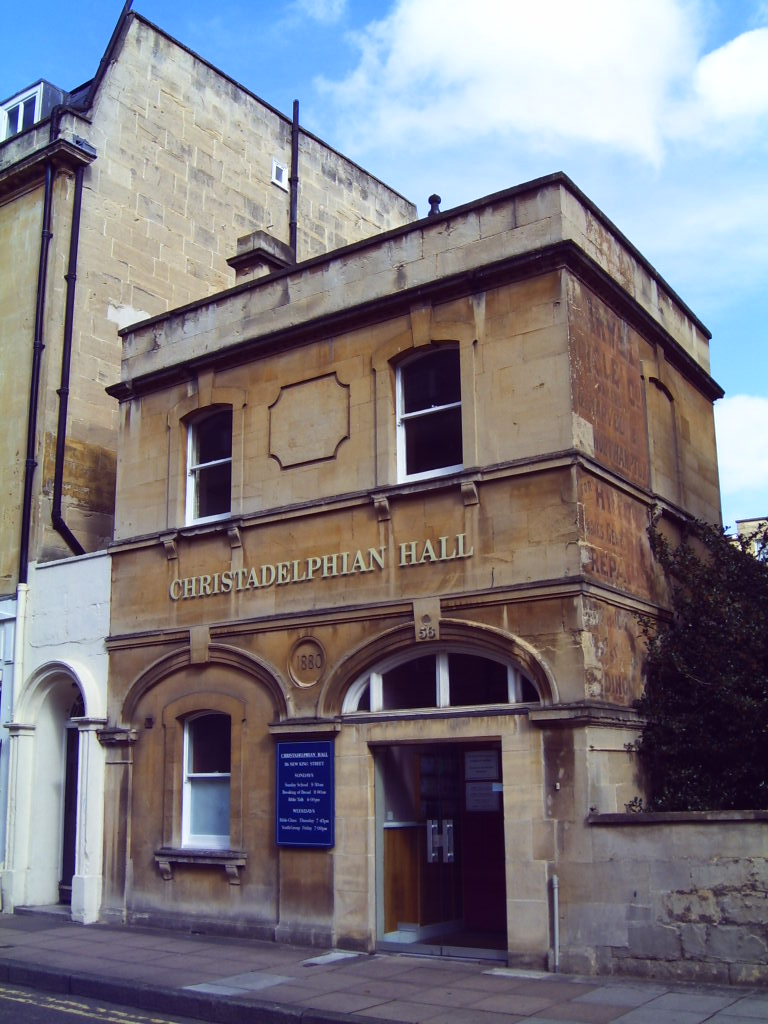
Christadelphian Hall, Bath, England

## اعتقادات

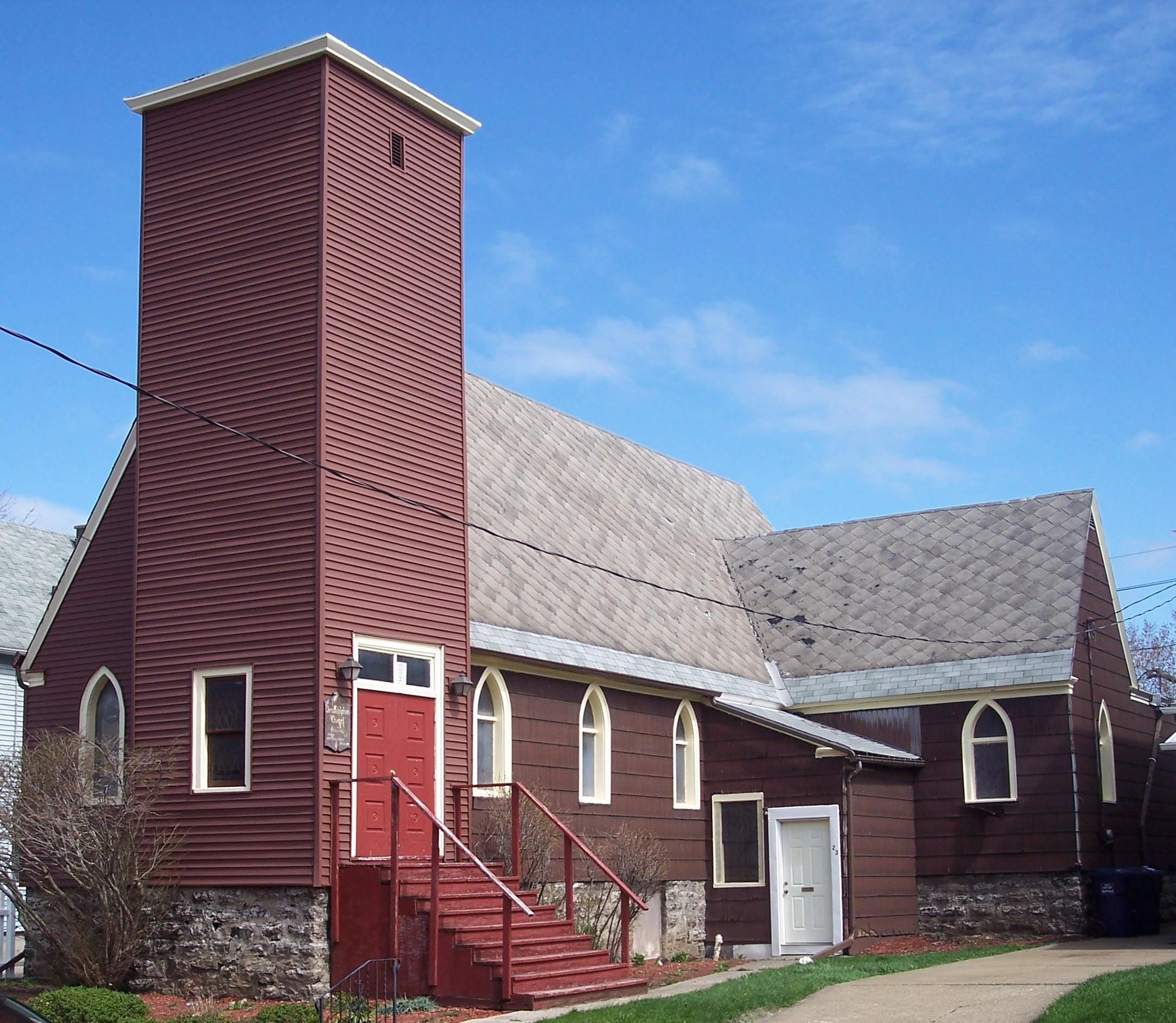
Christadelphian Chapel Buffalo

### کتاب مقدس[۳]
- انجیل کتاب مقدس تنها پیام حقیقی از جانب خداست، که تماماً از سوی اوست؛ یعنی تنها کتابی که دانش درستی دربارهٔ خدا و عیسی به ما می‌دهد.

کتاب مقدس توسط مردانی نوشته شده که به واسطه روح القدس هدایت می‌شدند. کریستادلفین‌ها بجز ۶۶ کتاب (کتاب مقدس) به هیچ چیز دیگر اعتقاد ندارند و آموزش نمی‌دهند. تمام آموزش آنها بر اساس کتاب مقدس بوده و چیزی که در کتاب مقدس نوشته نشده باشد را قبول ندارند و تکذیب می‌کنند

### خدا
- تنها یک خدا وجود دارد، یعنی خدای یکتا که پدر همه است و کسی تا به حال او را ندیده‌است.[۴] خدا خالق همه چیز است و تمام هستی به واسطه او آفریده شده‌است. ذات خدا روح است و او نمی‌تواند انسان باشد یا جسم انسانی به خود گیرد، در (اعداد باب ۲۳ آیه ۱۹) می‌توان این را به وضوح دید. همین‌طور خدا وسوسه نمی‌شود یا گناه نمی‌کند. خدا به همه چیز آگاهی دارد و همه چیز را از قبل می‌داند. او هرگز تغییر نمی‌کند و از همه بزرگتر است و کسی با او برابر نیست. خدا نمی‌تواند بمیرد، بلکه اگر خدا بمیرد جهان نابود خواهد شد؛ زیرا که تمام جهان به وسیله قدرت خدا (روح القدس) در حال کار کردن است و حیات دارد.

### روح انسان
- روح انسان بعد از مرگ نابود می‌شود و دیگر وجود ندارد. در جامعه باب ۹ آیه‌های ۴-۵-۶ و ۱۰ می‌توان این را مشاهده کرد. در هیچ جای کتاب مقدس نمی‌توان دید که بعد از مرگ روح انسان به آسمان می‌رود یا به مکان دیگری مانند برزخ یا… منتقل می‌شود. در طول زمانی که انسان در قبر است او هیچ رؤیایی نمی‌بیند یا ذهن او کار نمی‌کند. ذهن او همرا با جسم و روح نابود می‌شود.

### روح القدس
- روح القدس یک شخص یا از خدا جدا نیست، بلکه روح القدس همان قدرت خداست که خدا توسط آن کارهای خود را به ارادهٔ مقدس خود انجام می‌دهد. در حقیقت خدا تمام بشر، کاهنات و… را به وسیله روح القدس که قدرت اوست آفرید. خدا از طریق روح القدس می‌تواند همه جا باشد و با بشر ارتباط برقرار کند در زکریا باب ۷ آیه ۱۲ می‌توان این را دید. همین‌طور خدا از طریق روح القدس می‌تواند افراد بشر را کنترل کند و از آنها استفاده کند تا کارهای خود را انجام دهد، این موضوع را هم می‌توان در دوم پطرس باب ۱ آیه ۲۰–۲۱ ملاحظه کرد. همین‌طور اگر دقت کرد بعد از کلمه روح از کلمه مقدس استفاده شده‌است، یعنی روح خدا نمی‌تواند با شرارت همسو شود و هیچ شرارتی در او نیست.

### عطایای روح القدس
- عطایای روح القدس یعنی در اختیار داشتن روح القدس خدا. در گذشته عیسی ۲ بار به شاگردان قدرت داد و آنها را به مأموریت فرستاد تا معجزاتی را انجام دهند. در متی باب ۱۰ می‌توان رسالت ۱۲ شاگرد را دید که حتی یهودا اسخر یوطی هم در میان آنان بود. در لوقا باب ۱۰ هم می‌توان اعزام ۷۰ شاگرد را دید و در نهایت روز پنتیکاست که در اعمال رسولان باب ۲ ذکر شده‌است. در اختیار داشتن روح القدس شخصی را خوب یا بد نمی‌کند! اگر به‌طور دقیق نگاه کنیم می‌توانیم ببینیم که یهودا و پطرس هم از این قدرت برخوردار بودند اما اشتباهاتی انجام دادند. در روز پنتیکاست این قدرت به شاگردان داده شد تا بوسیله آن به ملل مختلف بشارت دهند؛ و کارهایی را تا زمان معینی انجام دهند، کارهایی که باعث رشد و پایه‌گذاری کلیسا می‌شد. اما بعد از آن عطایا روح القدس در قرن اول میلادی با درگذشت رسولان به پایان رسید و تمام شد. تنها راه انتقال روح القدس بوسیله دستگذاری بود! یعنی اگر شخصی به روی شخصی دیگر دست می‌گذاشت آن عطایا منتقل می‌شدند، در اعمال رسولان باب ۸ آیه ۱۶–۱۷ می‌توان این را دید که با دست گذاری پطرس و یوحنا آن عطایا منتقل شدند. البته بجز کرنلیوس رومی. کرنلیوس تنها غیر یهودی بود که روح القدس را مستقیماً از سوی خدا دریافت کرد، درست به همان صورتی که به حواریون در روز پنتیکاست عطا شد. این موضوع را در اعمال رسولان باب ۱۰ از آیه ۴۴–۴۸ ذکر شده‌است. همچنین دریافت کردن یا نکردن این عطایا هیچ ربطی به تعمید ندارد، در اعمال رسولان باب ۱۹ آیه ۱–۶ می‌توان این موضوع را هم مشاهده کرد. همچنین دست گذاری و انتقال روح القدس تنها یک بار امکان داشت و این قضیه موروثی نیست، یعنی از پدر به پسر منتقل نمی‌شود؛ و امروزه این عطایا و… وجود ندارند. اما ما می‌داریم زمانی که عیسی بازگردد دوباره ما از این عطایا برخوردار خواهیم شد؛ و این موضوع را می‌توان در یوئیل باب ۲ آیه ۲۸–۲۹ مشاهده کرد.

### عیسی
- عیسی مسیح پسر خداست. او پسر انسان نیز بود زیرا از مریم متولد شد. همین‌طور او قبل از تولدش وجود نداشته‌است. پیشگویی‌های در مورد او شده بود ولی قبل از متولد شدنش از مریم وجود نداشت.

### پادشاهی خدا
- پادشاهی خدا یا بهشت بر روی زمین خواهد بود. زمانی که عیسی بازگردد ملکوت خدا را بر روی زمین اجرا می‌کنند. او مردگان را زنده می‌کند و آنان را مورد داوری قرار خواهد داد. کسانی که پیرو خدا بوده باشند زندگی جاودان بدست خواهند آورد و کسانی که منکر خدا باشند از زندگی جاودان بهره نخواهند برد و تا ابد خواهند مرد.

در مقابل حیات جاودان مرگی جاودان است و کسی به عالمی دیگر برای شکنجه فرستاده نخواهد شد.

### مرگ
- مرگ حالتی است مانند بیهوشی. زمانی که یک نفر می می‌میرد همه چیز او متوقف می‌شود! یعنی شخص رؤیا نمی‌بیند روح او به مکان‌هایی مانند برزخ یا آسمان من رود بلکه روح هم از بین می‌رود و نابود می‌شود. در جامعه باب ۹ آیه ۴–۶ و آیه ۱۰ می‌توان این را مشاهده کرد که بعد از مرگ همه چیز تمام می‌شود. البته نفس حیات یعنی آن قدرت خدا که ما را زنده نگاه می‌دارد نزد خدا باز خواهد گشت اما روح ما نابود می‌شود در ایوب ۳۳ آیه ۴ می‌توان دید که بوسیله نفس خداست که ما زنده هستیم. همچنین در ایوب ۳۴ آیه ۱۴–۱۵ هم می‌توان دید که اگر نفس و روح خود را پس گیرد تمامی بشر نابود خواهد شد.

### جهنم
- در زبان عبری کلمه جهنم به یک مکان سر پوشیده اشاره می‌کند. در عهد عتیق از کلمه هاویه استفاده شده ولی در عهد جدید از کلمات هادس، تارتاروس و گهنا؛ که تمام آنها به یک مکان اشاره می‌کنند، یعنی قبر

### تعمید
- غسل تعمید به این معناست که یک فرد بالغ به‌طور کامل به زیر آب فرورود.

### فرشتگان
فرشتگان پیام آوران خدا هستند. موجوداتی که گناه نمی‌کنند و وسوسه نمی‌شوند، بلکه تنها دستور خدا را اجرا می‌کنند. در کتاب مقدس به ۳ مدل فرشته اشاره شده‌است.
نوع اول فرشتگانی که به صورت انسان خود را به بشر نشان داده‌اند.
نوع دوم به‌صورت بوته آتش، زمانی که خود را به موسی در کوه سینا نشان دادند
نوع سوم در خواب، یعنی گفتگوی آنان با بشر در حالت رؤیا. برای مثال یوسف همسر مریم مادر عیسی
همچنین در هیچ جای کتاب مقدس درج نشده که فرشتگان بال دارند. به‌طور کلی کتاب مقدس از دو فرشته نام برده شده‌است یعنی جبرئیل و میکائیل ولی از مابقی آنها نامی نبرده‌است، با وجود اینکه در مورد آن فرشتگان نوشته شده، اما از آنها نامی برده نشده‌است. گاهی اوقات در کتاب مقدس می‌توان دید که طور دیگری به آنها اشاره شده، یعنی از کلمه پیام آور استفاده شده تا به آنها اشاره کند. البته این موضوع زیاد به چشم نمی‌خورد. برای مثال می‌توان به ملاکی باب ۳ آیه ۱ اشاره کرد. البته این موضوع در مورد انسان‌ها هم صدق می‌کند، یعنی بعضی وقت‌ها در کتاب مقدس از انسان‌ها با نام فرشته یاد شده‌است. برای درک بهتر می‌توان به مکاشفه باب ۲ آیه ۱ و باب ۳ آیه ۱ اشاره کرد. همچنین در دوم پطرس باب ۲ آیه ۴ می‌توان دید که نوشته شده فرشتگان گناه ورزیدند و خدا بر آنان رحم نکرد، و بعد از این آیه به دنیای قدیم و نوح اشاره می‌کند. بحر حال در دوم پطرس از قورح صحبت می‌کند. قورح کسانی بودند که بر ضد موسی قیام کردند و خدا آنان را نابود کرد! این موضوع را می‌توان در اعداد باب ۱۶ مشاهده کرد.

### شیطان
- شیطان یک موجود ماوراءالطبیعه نیست. در حقیقت در کتاب مقدس در مورد اینکه شیطان یک موجود است سخنی به میان نیامده. کتابی مقدس به ما می‌گوید که شیطان هر چیزی یا کسی می‌تواند باشد. برای مثال متی ۱۶ آیه ۲۳ در این آیه می‌توان دید که عیسی پطرس را شیطان خطاب می‌کند؛ زیرا که پطرس مخالف عیسی شده بود. شیطان یعنی مخالف یا دشمن. البته زمان‌هایی پیش می‌آید که شخص مخالف کار درستی انجام می‌دهد ولی در هر صورت نقش شیطان را بازی می‌کند، برای مثال می‌توان به ماجرای بلعام اشاره کرد که در اعداد ۲۲ ذکر شده‌است.

### ابلیس
ابلیس و شیطان یکی نیستند، ابلیس یعنی هوای نفس. به‌طور ساده مغز هر انسان یک ابلیس است که خود او را وسوسه می‌کند و در نهایت منتهی به گناه می‌شود.

### دیو
دیو یعنی امراض و بیماری‌ها. البته در عهد عتیق برای اشاره به بت‌ها هم استفاده شده‌است. در زمان قدیم به دلیل ناشناخته بودن بیماری‌ها و… مردم با تصور اینکه چیزی پلید شخصی را تسخیر می‌کند و او را وادار به کارهای بد می‌کند نامی بدین گونه چیزها دادند و می‌گفتند که شخص دیو زده شده‌است. اما در حقیقت آنان امراض بودند. امراضی که به دلیل علم کم طبیب‌ها ناشناخته باقی مانده بود. اما نه تمام آنها. اگر کتاب مقدس را مطالعه کنید متوجه می‌شوید که از بعضی از آنها نام برده شده‌است. لوقا کسی که انجیل لوقا و اعمال رسولان را نوشته، به نام اکثر آنها اشاره کرده‌است؛ زیرا که خود بود و تشخیص می‌داد که شخص چه مشکلی دارد. البته در اناجیل دیگر هم به نام بعضی از آنها اشاره شده اما نه مانند لوقا. برای درک بهتر موضوع می‌توان به شفای پسر دیو زده نگاه کرد. در متی ۱۷: ۱۴–۲۱ می‌توان دید که نوشته شده آن پسر صرع داشته‌است. در مرقس ۹ می‌توان دید که آن پسر بیماری تشنج داشته و در آیه ۱۸ مشخصات بیماری ذکر شده که نشان می‌دهد آن پسر دارای بیماری تشنج بوده‌است. بحر حال در آیه ۲۰ ذکر شده که تشنج داشته‌است و این موضوع را کاملاً روشن می‌کند. در لوقا ۹ هم مانند مرقس به بیماری تشنج اشاره می‌کند.
این گونه بیماری‌ها مانند تشنج، صرع، جذام و … در آن زمان زیاد بوده و به علت علم کم مردم قادر به تشخیص آنان نبودند و گمان می‌کردند که احتمالاً چیزی مثله روح پلید یا دیو آنها را تسخیر کرده‌است. اما آنان بیماری‌هایی بیش نبودند. امروزه با پیشرفت علم می‌توان دید که دیگر اینگونه چیزها وجود ندارند و بیشتر بیماری‌های ناشناخته کمی وجود دارد. برای مثال می‌توان به بیماری ایدز یا هپاتیت و… نیز اشاره کرد، که زمانی ناشناخته بودند.

### ازدواج
کریستادلفین‌ها ترجیح می‌دهند تا با هم عقیده‌های خود ازدواج کنند. چرا که باور دارند ۲ نفر با یک عقیده مشترک می‌توانند زندگی آرام و بهتری داشته باشند. همچنین آنها بر اساس کتاب مقدس از طلاق پرهیز می‌کنند. ر ابطه جنسی قبل از ازدواج در کریستادلفین مجاز نیست، بلکه تنها انسان می‌تواند با همسر خود و آن هم بعد از ازدواج رابطه داشته باشد…

### پرستش

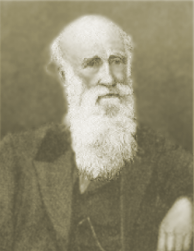
جان توماس

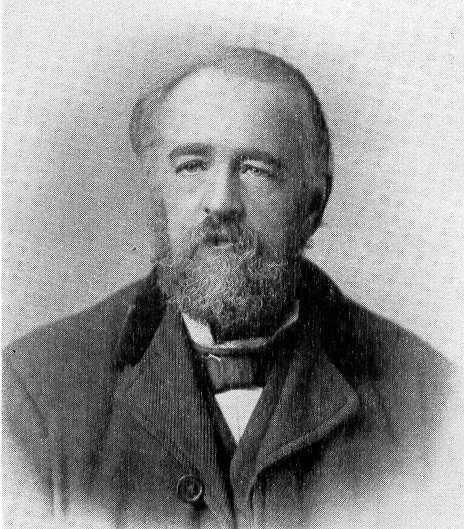
رابرت رابرتز

کریستادلفین‌ها به‌طور مرتب یکدیگر را ملاقات کرده تا مراسم نان و شراب را در یاد مسیح برپا کنند. آن‌ها در خانه‌ها یا سالن‌های اجتماع کوچک گردهم می‌آیند. سرویس‌های کلیساهایشان ساده و یادآور مسیحیت قرن اول می‌باشند. کریستادلفین‌ها داری مرکز فرماندهی خاصی نیستند و هر کلیسا به شیوه خودمختار عمل می‌کند.

## دیگر اطلاعات
کریستادلفین‌ها دارای سابقه طولانی در رابطه با نپیوستن به ارتش هستند، آن‌ها اداره‌کننده یک کالج انجیل به نام Aletheia)هستند. این انجمن بانی بیش از ۱۰۰۰ نشریه ادبی می‌باشد. به‌طور تخمینی شمار پیروان این آئین ۵۰۰۰۰ نفر در سراسر دنیا است.

## نکوهش
کریستادلفین‌ها به دلیل عدم اعتقاد به تثلیث مورد انتقاد قرار گرفته‌اند. در نتیجه برخی از مردم آت‌ها را به عنوان یک آیین دینی یا مکتب تفکر تلقی می‌کنند.